# Silene kermanensis
Silene kermanensis är en nejlikväxtart som beskrevs av Joseph Friedrich Nicolaus Bornmüller. Silene kermanensis ingår i släktet glimmar, och familjen nejlikväxter. Inga underarter finns listade i Catalogue of Life.